# Суханов, Павел Николаевич
Павел Николаевич Суханов (22 января 1913 — 6 июня 1994) — советский кларнетист и музыкальный педагог. Заслуженный деятель искусств РСФСР (1981).

## Биография
Павел Суханов родился 22 января 1913 года в Туле.
Первое его знакомство с музыкой произошло в семье, где брат играл на флейте, а сёстры на скрипке. Всего год занимался он на кларнете, но за это время хорошо овладел инструментом. В музыкальное искусство Суханов пришёл, как и многие музыканты его поколения, через самодеятельный духовой оркестр.
В 1931 году он был принят в Ленинградскую консерваторию в класс профессора А. В. Березина. Благодаря своей одарённости, творческой активности и самоотверженным занятиям Суханов быстро овладел необходимыми для профессионального исполнителя навыками.
В 1932 году он поступил по конкурсу в оркестр Оперной студии консерватории на место солиста. Затем Суханова пригласили по совместительству в Малый театр оперы и балета.
С 1933 по 1939 годы деятельность П. Н. Суханова продолжилась в театре оперы и балета им. Кирова (ныне — Мариинский театр) сначала в должности артиста, а с 1938 года — солиста оркестра.
В 1937 году он заканчивает консерваторию, а в 1939 получает приглашение занять место солиста оркестра в одном из ведущих коллективов страны — Киевском театре оперы и балета (ныне — Украинская Национальная Опера), в котором Суханов проработал до 1946 года.
В 1947—1964 годах он возглавляет группу кларнетов в Ленинградском Малом театре оперы и балета (ныне — Михайловский театр).
Солист-концертмейстер группы флейт Малого оперного театра Е. П. Зайвей : 

«Павел Николаевич Суханов был подлинным поэтом кларнета! И этим всегда восхищались как музыканты, так и слушатели.»
Педагогическая деятельность Суханова началась в 1934 году в музыкальной школе Василеостровского района Ленинграда и продолжилась в Киевской музыкальной школе (1939—1941), затем в Ленинградской школе военно-музыкантских воспитанников (1946—1957), на курсах повышения квалификации кларнетистов Ленинграда (1952—1959), в музыкальном училище им. Римского-Корсакова (1962—1973, 1982—1985) и в музыкальной школе при Ленинградской консерватории (1962—1992).
В 1952 году ректорат Ленинградской консерватории (ныне Санкт-Петербургская консерватория), учитывая большие достижения Суханова, предложил ему возглавить класс кларнета. Успехи П. Н. Суханова на этом поприще общеизвестны: он первым в Ленинграде разработал и внедрил методику преподавания на кларнетах французской системы, воспитал свыше 200 отличных музыкантов, работающих в лучших оркестрах страны и за рубежом. В аспирантуре у П. Н. Суханова обучались музыканты из Венгрии, Болгарии, Польши, Финляндии, Литвы и Эстонии.
По инициативе П. Н. Суханова в 1970 в Ленинградской консерватории был открыт класс саксофона, первый в советском ВУЗе.
За большие педагогические заслуги П. Н. Суханов в 1966 году был удостоен звания доцента, а в 1982 — профессора. В 1981 ему присвоено почётное звание заслуженного деятеля искусств РСФСР (18.05.1981). Награждён орденом «Знак Почёта» (28.12.1987).

## Ученики
- Заслуженный артист России, Лауреат Международного конкурса, солист оркестра Мариинского театра, затем Заслуженного коллектива России симфонического оркестра Санкт-Петербургской филармонии, профессор Петербургской консерватории Андрей Казаков,
- Дипломант Международного конкурса, солист оркестра Мариинского театра, кандидат искусствоведения и доцент Петербургской консерватории Александр Степанов (ныне профессор Академии искусств г. Банска Бистрица в Словакии),
- солист оркестра Мариинского театра Григорий Волобуев,
- артисты оркестра Мариинского театра:
Дипломант Международного конкурса Анатолий Шока,
Михаил Толбухин,
- Лауреат Всесоюзного конкурса, солист Эстонского симфонического оркестра Калев Вельдхут,
- Лауреат Всероссийского и дипломант Всесоюзного конкурсов, артист оркестра Мариинского театра, затем Заслуженного коллектива России симфонического оркестра Петербургской филармонии Владислав Веркович,
- артист симфонического оркестра Петербургской филармонии, дипломант Международного конкурса, доцент Петербургского университета культуры и искусств Андрей Большиянов,
- Заслуженный артист России, солист симфонического оркестра Новосибирской филармонии Владислав Янковский,
- Заслуженный деятель искусств России Леонид Гельруд,
- Заслуженный деятель искусств России Олег Зверев,
- солисты оркестра Малого оперного театра (ныне Михайловский театр):
Лауреат Всероссийского и Международного конкурсов Алексей Коровин,
Заслуженный работник культуры России Александр Сухоцкий,
дипломант Всесоюзного конкурса Геннадий Буланов,
дипломант Всероссийского конкурса Владимир Анастас,
- артисты оркестра Малого оперного театра:
Игорь Карпович,
Олег Фролов,
- солист оркестра Новосибирского театра оперы и балета и доцент Новосибирской консерватории Дмитрий Людмирский,
- солист сценического оркестра Мариинского театра Юрий Смирнов,
- солисты эстрадно-симфонического оркестра им. Соловьёва-Седого Петербургского радио:
Юрий Голубев,
Виктор Майстренко,
- Лауреат Всесоюзного конкурса Игорь Закржевский,
- Лауреат Всероссийского конкурса и артист оркестра Мариинского театра Дмитрий Харитонов,
- Лауреат Всероссийского конкурса Евгений Таманьян, и многие другие.

В творческом содружестве с П. Н. Сухановым ленинградский композитор Дмитрий Толстой написал Концерт для кларнета с оркестром. Композитор Пётр Геккер посвятил Суханову свою Сонату-фантазию для кларнета и фортепиано. Первым исполнителем этих произведений стал Андрей Витальевич Казаков.
Павел Николаевич Суханов скончался 6 июня 1994 года в Санкт-Петербурге.

## Семья
- Жена — Боброва, Нина Константиновна (1915-1993) — музыкант. В 1939 окончила Ленинградскую консерваторию по классу флейты у профессора Б.Тризно, в 1939-1975 артистка (флейта-пикколо) оркестра Мариинского театра.